# Marco Zamparella
Marco Zamparella, né le 1er octobre 1987 à San Miniato, est un coureur cycliste italien, devenu directeur sportif au sein de la formation Amore & Vita-Prodir. Son principal succès est sa victoire dans le Memorial Marco Pantani 2017 (it).

## Palmarès
- 2010
  - 3e du Gran Premio Ezio Del Rosso
- 2011
  - Trofeo Festa Patronale
- 2012
  - Florence-Empoli
  - Trofeo Comune di Lamporecchio
  - Coppa Comune di Castelfranco
  - 2e du Grand Prix de la ville d'Empoli
  - 2e du Trofeo Castelnuovo Val di Cecina
  - 3e de la Coppa in Fiera San Salvatore
- 2013
  - 3e de la Coppa Agostoni
- 2016
  - 6e et 8e étapes du Tour du Táchira
- 2017
  - Mémorial Marco Pantani

## Classements mondiaux
| Année            | 2013 | 2014 | 2015 | 2016 | 2017 |
| ---------------- | ---- | ---- | ---- | ---- | ---- |
| UCI America Tour |      | 457e |      | 272e | 349e |
| UCI Europe Tour  | 161e |      |      | 429e | 330e |